# 正知
正知依據印度原語的不同，分別指：
- 以正慧（巴利語：sammappaññā，梵語samyakprajñā）如實知見五蘊；
- 阿羅漢能從輪迴解脫的正智（巴利語：sammāñāṇa，梵語samyagjñāna）；
- 在日常行動中保持對於念的正知（巴利語：sampajañña，梵語saṃprajanya、saṃprajñāna）。

## 詞義
正知在漢譯佛典中，其原語有三種類型：
- 巴利語作sammappaññā，梵語作samyakprajñā，譯作正慧（「正」或又譯作「等」，變成「等慧」），但prajñā在舊譯中既翻作慧，也翻作智，所以又譯作正智（或又寫作正知）。通常是以「如實正觀」、「正慧如實知見」、「正慧如實觀察」等語句表達，例如《迦旃延氏經》梵本作「yathābhūtaṃ samyakprajñayā paśyato」[1]，巴利語本作「yathābhūtaṃ sammappaññāya passato」，漢譯本譯為「如實正觀」[2]、「正觀如實」[3]、「如實正知（智）見」[4]、「正智如實知見」[5]、「正慧如實知見」[6]，又或者梵語「yathābhūtaṃ samyakprajñayā draṣṭavyam」，巴利語作「yathābhūtaṃ sammappaññāya daṭṭhabbaṃ」，其漢譯為《集論》「正慧如實觀察」、《破僧事》「如實遍知，應如是見」等。根據《雜阿含136經》，以「非我、非異我、不相在」，觀見色、受、想、行、識者，是名正慧。
- 巴利語作sammāñāṇa，梵語作samyagjñāna[註 1]，譯作正智（或又寫作正知）。有學能成就八正道，阿羅漢則成就十支，為八正道加上正智和正解脫。此處的正智是指阿羅漢獲得能從輪迴解脫的智慧，如實了知煩惱已斷除，不復生起之智[7]，即五分法身中的「解脫智見」。佛陀所獲得的智慧是一切知、一切見，稱為無上正遍知，又譯作無上正智、無上正等正覺等。
- 巴利語作sampajañña、sampajāna，梵語作saṃprajanya、saṃprajñāna、samprajāna，譯作正知，因為知、智通假常混用，舊譯中或寫作正知，或寫作正智[註 2]。通常是以「正念正知」（或譯作「具念正知」）的語句表達，是在行住坐臥等日常威儀中隨時注意行動背後的念頭，保持在正念和正確清楚了解的狀態。正念和正知是意律儀和根律儀的體性，是四念處的基礎，也是第三禪五支中的兩支[12][13]。巴利語註解又將正知分為四種類型：有益正知、適宜正知、行處正知、不癡正知[14]。

## 註解
1. ↑  又或者，如《雜阿含621經》「正知（智）善解脫」對應的巴利語為「sammadaññāvimuttā」，其梵語為「samyagājñāvimukta」。
2. ↑  除了「正知」、「正智」，還有譯作「知」（實叉難陀譯本《華嚴經》）：「勤勇ātāpī、念smṛtimān、知saṃprajānan」）、「智」（《大智度論》：「念、智，受身樂」）、「慧」（佛馱跋陀羅譯本《華嚴經》：「成就念、慧，身受樂」）、「智慧」（《大智度論》：「常當一心smṛtimān、智慧saṃprajānan，勤修精進ātāpī」）、「善慧」（真諦譯本《俱舍論》：「合善慧正念，各說意根護」）、「正慧」（《佛本行集經》：「正念、正慧，身受安樂」）、「安慧」（《成實論》：「憶念、安慧，受身樂」）、「巧慧」（《大智度論》：「二法：念、巧慧。」）、「正解了」（《根本說一切有部毘奈耶雜事》：「勤勇、繫念，得正解了」）、「觀察」（見《根本說一切有部毘奈耶雜事》[8]）的例子。或又翻「正知」為「具諸威儀」（見《遊行經》）、「攝持威儀」（見《四分律》）、「勿生異想」（見《根本說一切有部毘奈耶雜事》）。或不另外翻出，附屬在對應至「念」的文句之中（見《根本說一切有部毘奈耶雜事》「正念安住」[8]、《增壹阿含經》「諸忘失」[9]、《十住經》「一心」[10]、《五分律》「繫念在前」[11]等）。另外，《長阿含經》中將「心一境性」和「正知」都譯作「一心」，如《布吒婆樓經》「滅有覺、觀，內喜、一心（巴利語：cittekaggatā，梵語：cittaikāgratā，心一境性），無覺、無觀，定生喜、樂，入第二禪。……捨喜修護，專念、一心（巴利語：sampajāna，梵語：samprajāna，正知），自知身樂，賢聖所求，護念清淨，入三禪。」。「正知」翻作「一心」又見於《阿摩晝經》和《四分律》，《五分律》[11]又翻作「一其心」。